# 小行星24249
小行星24249（24249 Bobbiolson）是一颗绕太阳运转的小行星，为主小行星带小行星。该小行星于1999年12月4日发现。

## 轨道参数
小行星24249的轨道半长轴为2.4029794 UA，离心率为0.216。